# François Coppée
François Coppée (født 12. januar 1842 i Paris, død 23. maj 1908 sammesteds) var en fransk digter.
Opdraget i et beskedent, men smukt lille hjem, hvor faderen, en underordnet kontormand, var den strengt arbejdsomme forsørger, og moderens milde hånd gav styrke og trøst og fik blomsterne til at gro, prægedes hans bløde poetiske sind tidlig af sansen for idyllisk hygge og småborgerlig lykke. Han blev den venlige filantrop, der hader guldet og prædiker arbejde, pligt og forsagelse. Selv måtte han tilbringe dagen på kontor, og først om aftenen i hjemmet dyrkede han poesien. Han sluttede sig til de parnassistiske lyrikere, skrev vers til deres tidsskrift Le Parnasse contemporain og udgav nogle digtsamlinger, Le reliquaire (1866), Intimités (1868) og Poèmes modernes (1871). Digtet La grève des forgerons (1869) gjorde stor lykke som deklamationsnummer; det oversattes af Chr. K. F. Molbech ("Smedenes Skru", 1871, 2. oplag 1884). Samtidig gjorde Coppée lykke på scenen med nogle små dramaer: Le passant (1869), hvori Sarah Bernhardt fejrede en triumf som lutspillende vagabond, der vækker den hellige kærlighed i en kurtisanes demoraliserede sjæl, Fais ce que dois (1871) og flere. 1876 blev det enakts drama Le luthier de Crémone med Coquelin i hovedrollen en stor succes (oversat samme år af H.P. Holst: "Væddekampen i Cremona"). Af hans senere dramaer kan nævnes: Madame de Maintenon (1881), Severo Torelli (1883), Les Jacobites (1885) og Pour la couronne, der 1895 gjorde stormende lykke på Théâtre français. Blandt de senere digte kan fremhæves: Les humbles (1872), Le cahier rouge (1874), Le naufragé
(1878), La marchande de journaux (1880), Poèmes et récits (1886), Arrière-saison (1887), Dans la prière et dans la lutte (1901) og Des vers français (1906). C. har desuden skrevet prosafortællinger ("Fortællinger og Skitser", oversat af Johannes Marer, 1882) og romaner, hvoriblandt: Une idylle pendant le siège (1875), Les vrais riches ("De sande Rigmænd", Kristiania 1892), Contes de Noël (1893), Le coupable (1897, kriminalroman) og Contes pour les jours de fête (1903). I 1890 udgav han den selvbiografiske skildring Toute une jeunesse, og i La bonne souffrance (1898; 75 oplag samme år) skildrer han sin tilbagevenden til den katolske tro efter en hård sygdom. 1893-96 udgav han Mon franc parler i 4 bind. 1884 blev Coppée medlem af Akademiet. Han var overordentlig populær, folkets og småborgernes Digter; lige over for Zolas Pot-Bouille forsvarede han borgerstanden som ren, god og hæderlig. Den svagelige og sensible poet var patriot og revanchehævder. Han er godgørende og fuld af medynk for alle lidende. Han bliver aldrig træt af at hævde den ædle menneskelighed, kærligheden til barnet, nøjsomhed og tro. Hans Æuvres begyndte at udkomme 1885, en illustreret udgave 1894. 